# Sela Ward
 (juin 2018).
Si vous disposez d'ouvrages ou d'articles de référence ou si vous connaissez des sites web de qualité traitant du thème abordé ici, merci de compléter l'article en donnant les références utiles à sa vérifiabilité et en les liant à la section « Notes et références ».
Pour les articles homonymes, voir Ward.
Sela Ward est une actrice et productrice américaine, née le 11 juillet 1956 à Meridian (Mississippi).

## Biographie
Sela Ann Ward est le premier enfant de Granberry Holland (électricien) et Annie Kate Ward. Elle a trois frères et sœurs, Jenna (née en 1957), Berry (1959) et Brock (1961). Le prénom Sela est un mot hébreu, signifiant la bienveillance de Dieu.
Diplômée de l'Université d'Alabama en 1977, elle faisait partie des cheerleaders de l'équipe de football des Crimson Tide, elle a été élue Homecoming Queen et était membre des Chi Omega. Elle est désormais membre d'honneur Phi Beta Kappa.

### Vie privée
Elle a épousé Howard Sherman (23 mai 1992). Ils ont deux enfants : Austin Ward (13 mai 1994), Anabella Raye (30 mai 1998).
Après avoir rencontré deux enfants en famille d'accueil lors d'un voyage de vacances au Mississippi en 1997, elle décida de répondre à un besoin plus large d'enfants maltraités et négligés en initiant et en finançant partiellement la création d'un foyer de groupe et d'urgence. La maison Hope Village est située sur une propriété de 30 acres (12 ha) autrefois utilisée comme un orphelinat maçonnique et exploité[C'est-à-dire ?]. Le Village Hope pour enfants a ouvert ses portes dans la ville natale de Ward de Meridian en janvier 2002 et est destiné à servir de pilote pour un réseau d'abris similaires. Hope Village a actuellement une capacité de 44 résidents et accueille en moyenne 200 enfants par an.
Le 1er mars 2018, son mari, Howard Sherman, a annoncé qu'il serait candidat au Sénat des États-Unis du Mississippi à la Primaire démocrate de 2018, face au leader de la minorité David Baria, et au nerd autoproclamé, Jensen Bohren. 
Un tronçon d'environ 0,9 miles (1,4 km) de la 22e Avenue à Meridian (de la 6e rue au sud de l'échangeur de l'autoroute Interstate 20) a été baptisée « Sela Ward Parkway » en son honneur.
En 2002, elle a publié son autobiographie, Homesick : A Memoir, chez l'éditeur HarperCollins.
Elle perd sa mère en 2002, décédée d'un cancer des ovaires, et son père en janvier 2009, lui aussi des suites d'un cancer.

## Carrière

### Débuts dans le mannequinat
Elle part pour New York travailler dans une agence de publicité. Son physique lui permet d'être recrutée comme mannequin par l'agence Wilhelmina Models. Elle débute avec Pepsi, puis Maybelline.
En 1983, après ces débuts dans la publicité, elle débute comme actrice à Los Angeles, dans Emerald Point N.A.S. (feuilleton d'une saison : 1983-1984 ; diffusé sur TF1 durant l'été 1990 sous le titre Scandales à l'amirauté). Elle fréquente alors Richard Dean Anderson, qui joue le rôle de son frère dans cette production. Elle enchaîne avec son premier rôle au cinéma, aux côtés de Burt Reynolds, dans The Man Who Loved Women (1983), une comédie de Blake Edwards.

### Révélation télévisuelle et confirmation (1991-2006)

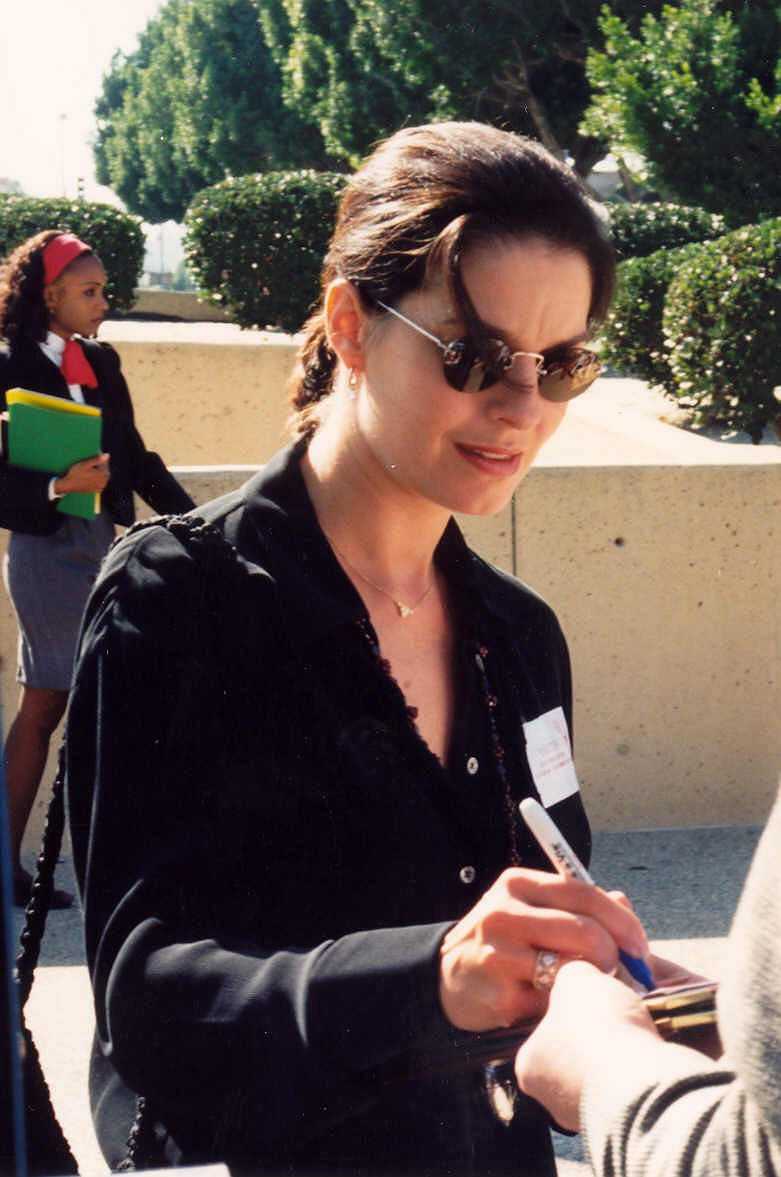
Sela ward en octobre 1994, à la répétition des Emmy Awards.

Elle enchaîne alors les petits rôles sur grand écran, et les apparitions télévisuelles, jusqu'à son emploi régulier : celui de l'une des héroïnes de la série dramatique Sisters (1991). La série connaît six saisons sur la chaîne NBC, jusqu'en 1996. L'actrice reçoit plusieurs nominations pour sa performance — dont celui pour le Golden Globe comme « meilleure actrice dans une série dramatique » — reçoit l'Emmy Award de la meilleure actrice 1994 ; et en 1996 un Screen Actors Guild Award.
Elle profite de cette célébrité pour se lancer à son compte dans la mode avec Teddy Wear. Mais fait surtout une apparition remarquée au cinéma en 1993, dans le thriller d'action à succès, Le Fugitif, où elle prête ses traits à la femme du docteur Richard Kimble (personnage incarné par Harrison Ford).
En 1999, elle est choisie par les acclamés Marshall Herskovitz et Edward Zwick pour incarner le premier rôle féminin de leur nouvelle création : la série dramatique Once & Again, racontant la rencontre et l'histoire de deux séduisants divorcés quadragénaires et parents. L'actrice remporte un second Emmy Award pour son interprétation de Lilly Manning, dès la première saison, en 1999. Le programme s'arrête néanmoins au bout de trois saisons, faute d'audiences suffisantes, et malgré un solide soutien de la critique.
Elle se lance dans divers projets : en 2002, elle publie un livre : Homesick: A Memoir, et en 2004 participe à son premier blockbuster : elle fait en effet partie de la distribution chorale de Le Jour d'après, de Roland Emmerich. Elle décline néanmoins deux propositions de rôles importants dans des séries : celui de Megan Donner dans la série policière Les Experts : Miami, puis celui de Susan Mayer dans Desperate Housewives, soit deux énormes succès commerciaux de la décennie. Des choix guidés par le souhait de ne pas vouloir trop s'éloigner de sa famille.
C'est donc en 2005 qu'elle choisit de faire son retour à la télévision : elle joue le rôle récurrent de Stacy Warner dans la série Dr House, l'avocate de la clinique employant le héros, mais aussi accessoirement son ex-compagne. L'actrice tient ce personnage récurrent durant 10 épisodes, étalés sur les deux premières saisons. (Elle ne réapparaîtra que dans le dernier épisode de la série, six ans plus tard). Elle enchaîne en 2006 avec un pilote de sitcom pour la chaîne CBS, mais qui n'est pas retenu.

### Retour au premier plan (2010-)
En juillet 2010, elle rejoint le casting des Experts Manhattan, qui entre alors dans sa septième année et vient de subir le départ de l'actrice Melina Kanakaredes. Elle partagera ainsi l'affiche avec Gary Sinise, jusqu'à l'arrêt soudain du programme, en 2013. 
En 2014, elle revient au cinéma le temps d'une apparition dans le thriller psychologique Gone Girl, de David Fincher, où elle joue une journaliste inquisitrice et impitoyable. Elle enchaîne l'année suivante avec le tournage d'un blockbuster. Roland Emmerich lui fait en effet de nouveau confiance en lui attribuant le rôle de la présidente des États-Unis Lanford dans l'attendu Independence Day: Resurgence.
Cette même année, elle signe son cinquième rôle régulier dans une série : elle interprétera en effet Margaret Graves, l'une des deux protagonistes de la comédie Graves, pour la chaîne Epix, et ce après le désistement de Susan Sarandon, pour divergences artistiques. Elle y aura pour partenaire Nick Nolte.
En 2018, elle est engagée pour tenir un rôle régulier dans la série FBI créée par Dick Wolf elle y interprète Dana Mosier, agent spécial en charge au FBI de New-York. Elle succède à Connie Nielsen qui a décliné le rôle après le pilote de la série. 

## Filmographie

### Cinéma
- 1983 : L'Homme à femmes (The Man Who Loved Women) de Blake Edwards : Janet Wainwright
- 1985 :  Rex le Magnifique (Rustlers' Rhapsody) de Hugh Wilson : La fille du Colonel
- 1986 : Rien en commun (Nothing in Common) de Garry Marshall : Cheryl Ann Wayne
- 1987 : Steele Justice de Robert Boris : Tracy
- 1987 : La Joyeuse Revenante (Hello Again) de Frank Perry : Kim Lacey
- 1993 : Le Fugitif (The Fugitive) d'Andrew Davis : Helen Kimble
- 1996 : Président ? Vous avez dit président ? (My Fellow Americans) de Peter Segal : Kaye Griffin
- 1998 : Studio 54 (54) de Mark Christopher : Billie Auster
- 1999 : Just Married (ou presque) (Runaway Bride) de Garry Marshall : Une femme au bar
- 1999 : The Reef d'Andrew Traucki : Anna Leath
- 2002 : En eaux troubles (The Badge) de Robby Henson : Carla Hardwick
- 2004 : Dirty Dancing 2 (Dirty Dancing : Havana Nights) de Guy Ferland : Jeannie Miller
- 2004 : Le Jour d'après (The Day After Tomorrow) de Roland Emmerich : Dr Lucy Hall
- 2006 : Coast Guards (The Guardian) d'Andrew Davis : Helen Randall
- 2009 : Le Beau-père (The Stepfather) de Nelson McCormick : Susan Harding
- 2014 : Gone Girl de David Fincher : Sharon Schieber
- 2016 : Independence Day : Resurgence de Roland Emmerich : La Présidente des États-Unis Elizabeth Lanford

### Télévision

#### Séries télévisées
- 1983 : Scandales à l'Amirauté (Emerald Point N.A.S.) : Hilary Adams
- 1985 : I Had Three Wives : Emily
- 1986 : Hôtel (Hotel) : Isabel Atwood
- 1986 : La Loi de Los Angeles (L.A. Law) : Lynette Pierce
- 1987 : Tribunal de nuit (Night Court) : Heather
- 1990 : Christine Cromwell : Toni Cerreta
- 1991-1996 : Les Sœurs Reed (Sisters) : Theodora 'Teddy' Reed Margolis Falconer Sorenson
- 1997 : Frasier : Kelly Easterbrook
- 1998 : Batman : Page Monroe (voix)
- 1999-2002 : Deuxième Chance (Once and again) : Lily Manning / Lily Sammler
- 2005-2006 / 2012 : Dr House : Stacy Warner
- 2010-2013 : Les Experts : Manhattan (CSI : NY) : Jo Danville
- 2016-2017 : Graves : Margaret Graves
- 2018 : Westworld : Juliet
- 2019  : FBI : Agent spécial Dana Mosier

#### Téléfilms
- 1987 : Cameo by Night de Paul Lynch : Jennifer / Cameo
- 1987 : The King of Love d'Anthony Wilkinson : Annie Larkspur
- 1989 : Et si c'était à refaire (Bridesmaids) de Lila Garrett : Caryl
- 1989 : L'obsession de Sarah Hardy (The Haunting of Sarah Hardy) de Jerry London : Sarah Hardy
- 1990 : L'enquête interdite (Rainbow Drive) de Bobby Roth : Laura Demming
- 1991 : Child of Darkness, Child of Light de Marina Sargenti : Sœur Anne
- 1992 : Illégitime défense (Double Jeopardy) de Lawrence Schiller : Karen Hart
- 1993 : Killer Rules de Robert Ellis Miller : Dorothy Wade
- 1995 : Almost Golden : The Jessica Savitch Story de Peter Werner : Jessica Savitch
- 1997 : Rescuers : Stories of Courage: Two Women de Peter Bogdanovich : Marie-Rose Gineste
- 2000 : Un rôle pour la vie (Catch a Falling Star) de Bob Clark : Sydney Clarke, aka Cheryl Belson
- 2004 : La Frontière de l'infidélité (Suburban Madness) de Robert Dornhelm : Bobbi Bacha

### Productrice
- 2000 : Un rôle pour la vie (Catch a Falling Star) (TV)

## Distinctions

### Récompenses
- 1994 : Emmy Awards dans la catégorie « Meilleure actrice dans une série télévisée dramatique » pour son rôle de Teddy Reed dans Sœurs Reed (Sisters)
- 1996 : CableACE Awards dans la catégorie « Meilleure actrice dans un film ou mini série » pour son rôle de Jessica Savitch dans Almost Golden: The Jessica Savitch Story
- 2000 : Emmy Awards dans la catégorie « Meilleure actrice dans une série télévisée dramatique » pour son rôle de Lily Manning dans Deuxième Chance (Once and again)
- 2001 : Golden Globe dans la catégorie « Meilleure actrice dans une série dramatique » pour son rôle de Lily Manning dans Deuxième Chance (Once and again)

### Nominations
- 1994 : Golden Globe dans la catégorie « Meilleure actrice dans une série dramatique » pour son rôle de Teddy Reed dans Sœurs Reed (Sisters)
- 1996 : Emmy Awards dans la catégorie « Meilleure actrice dans un film ou mini série » pour son rôle de Jessica Savitch dans Almost Golden: The Jessica Savitch Story
- 2000 : Golden Globe dans la catégorie « Meilleure actrice dans une série dramatique » pour son rôle de Lily Manning dans Deuxième Chance
- 2001 : Emmy Awards dans la catégorie « Meilleure actrice dans une série télévisée dramatique » pour son rôle de Lily Manning dans Deuxième Chance
- 2001 : Satellite Awards dans la catégorie « Meilleure actrice dans une série télévisée dramatique » pour son rôle de Lily Manning dans Deuxième Chance
- 2002 : Golden Globe dans la catégorie « Meilleure actrice dans une série dramatique » pour son rôle de Lily Sammler dans Deuxième Chance
- 2002 : Satellite Awards dans la catégorie « Meilleure actrice dans une série télévisée dramatique » pour son rôle de Lily Sammler dans Deuxième Chance

## Voix francophones
En France, Sela Ward est régulièrement doublée par Céline Monsarrat et Caroline Jacquin.